# Никита Серски
Никита Серски (на гръцки: Ιερομάρτυς Νικήτας εκ Σερρών) e източноправославен свещеномъченик от XIX век, защитник (светец-покровител) на град Сяр, Гърция, където се почита на Томина неделя (неделята след тази на Великден, посветена на апостол Тома).

## Житие
Светецът има две отделни служби – на гръцки и на църковнославянски, които показват различие в определянето на неговата националност. По различни предположения произхожда или от Трапезунд или от Епир;  твърди се и че е роден е в Албания в славянско семейство. Също така има различни версии, относно това, защо се решава на подвига си, но във всеки случай, след като известно време е монах в светогорския манастир „Свети Пантелеймон“, където служи като череден свещеник, той се премества в скита „Света Анна“ в Света гора/Атон, където живее в безмълвие, след което заминава за Сяр, било за да пролее кръвта си за Христос, било за да проповядва християнството сред мюсюлманите. В писмо на серският игумен Констанций до игумена на „Свети Пантелеймон“ от 19 февруари 1809 г. се казва, че на 30 април 1808 година Никита отсяда в Серския манастир „Свети Йоан Предтеча“, където да се подготви за мъченичество
В Сяр той или направо застава пред управителя на областта и заявява, че Христос е истинският Бог, проклинайки Мохамед и исляма или се озовава пред него, чак след като по-напред влиза в религиозен спор с местни мюсюлмански духовници, по повод това, че се опитва да покръсти един сакат младеж. Според житиетата на Никита, управителят/беят (или синът му, който също е на висша административна длъжност) събира духовния съд и Никита е примамван и подтикван с ласкателства и тежки изтезания да се отрече от религията си. След като не сломяват волята му, той е осъден на смърт чрез обесване и присъдата е изпълнена на Велика събота - 4 април 1808 г. Три дни след обесването християните купуват тленните му останки (за които се твърди, че междувременно не само, че не са се разложили, но и излъчват светлина) и го погребват, след издаване на съответното разрешение, при храма „Свети Николай“, която се е намирала до „болницата над хотела“ - зад светилището й. По-късно отците от скита "Света Анна Атонска", по молба на митрополит Константин Кардаменис, даряват на църквата в Серес частица от мощите му, които са се съхранявали в едноименната църква на светицата.